# Przyjście Mesjasza

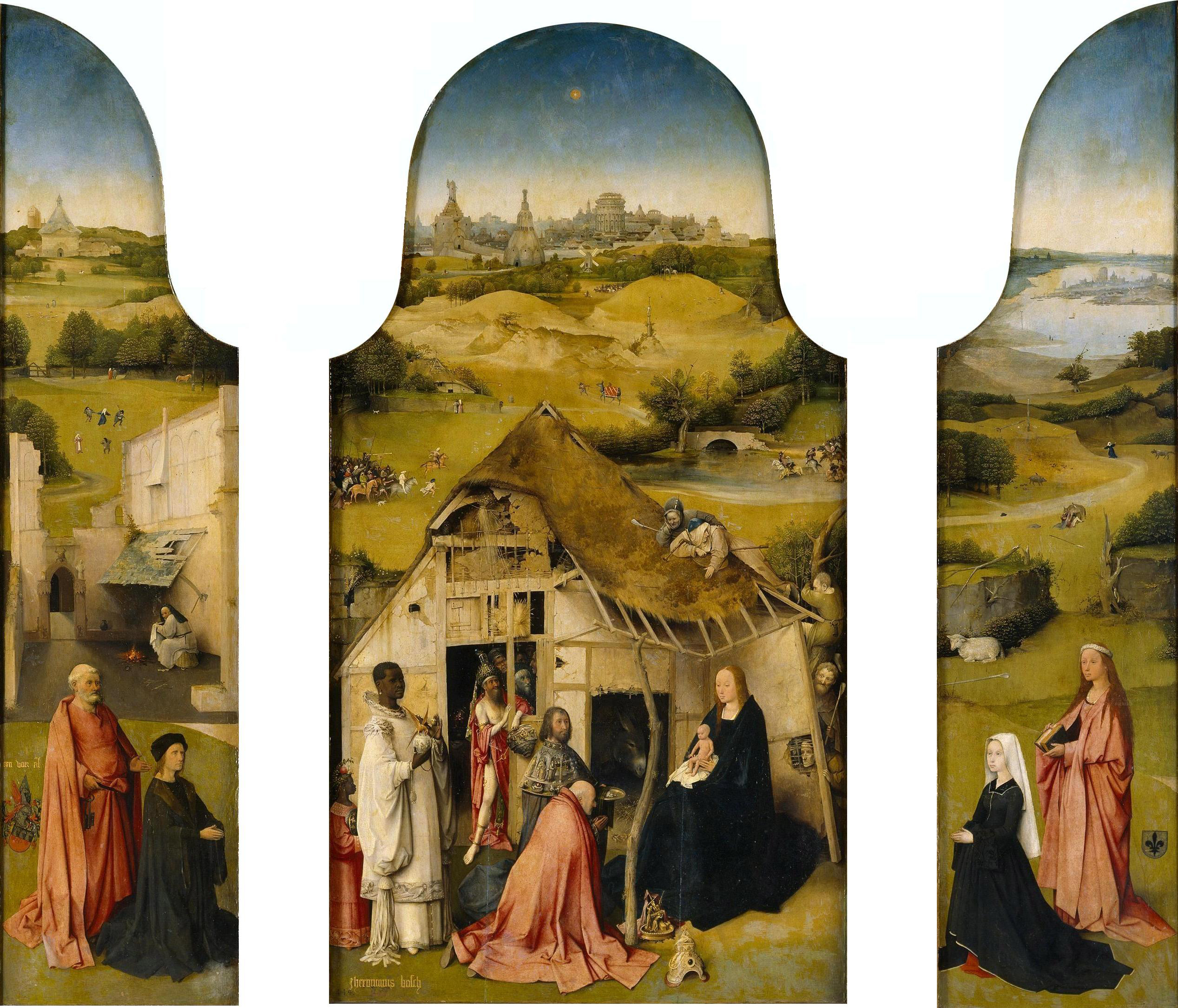
Hieronymus Bosch, Pokłon Trzech Króli, koniec XV wieku

Przyjście Mesjasza – cykl sonetów refleksyjnych Adama Asnyka, składający się z czterech utworów. Poeta porusza kwestię braku zrozumienia u ludzi dla sposobu, w jaki Mesjasz im się objawił. Asnyk podkreśla zdziwienie i niedowierzanie, że długo wyczekiwany Zbawiciel urodził się nie w nadprzyrodzonej chwale, ale w ubóstwie. Kluczowe jest tu sformułowanie:

więc, jeśli
Usłyszy, że się narodził w stajence
I że mędrcowie dary mu przynieśli, —
Pyta ze śmiechem: „Jakto? ten syn cieśli
Ma rządy świata ująć w swoje ręce?”

Sonety tworzące cykle rymują się kolejno według wzoru abab abab cdc ddc, abab abba ccd cdd, abab abab cdc dcd i abab abab cdc cdd. Są napisane jedenastozgłoskowcem.
Zobacz też: Nad głębiami